# Winton Falls
Die Winton Falls sind ein Wasserfall südlich der Ortschaft Dipton in der Region Southland auf der Südinsel Neuseelands. Er liegt im Lauf des Winton Stream, eines Nebenflusses dies Ōreti River. Seine Fallhöhe beträgt rund 25 Meter.